# Río Lidias
El río Lidias o Ludias (griego antiguo Λυδίας) es un río de Grecia de unos 70 km de longitud que desagua en la actualidad en el río Axio (o Vardar), no lejos de la desembocadura de este en el golfo Termaico. Según Estrabón era navegable corriente arriba hasta la ciudad de Pella. Añade que nace en el Lago Ludiaco o Lago Lidias, que a su vez es alimentado por un brazo del Axio.
Heródoto relata que:

Cuando Jerjes llegó a Terme, ordenó a su ejército que acampase allí. Y, al sentar allí sus reales, sus tropas ocuparon toda la zona costera que se extiende, desde la ciudad de Terme y la Migdonia, hasta los ríos Lidias y Haliacmón, que unen sus caudales en un mismo cauce y que sirven de frontera entre Beocia y Macedónide.

El Haliacmón, de unos 150 km  de longitud, que desemboca en el mismo golfo, a unos 15 km suroeste del Axio, no unía su curso al Lidias, como dice Heródoto. Son de la misma opinión Escílax y Claudio Ptolomeo. Es muy posible que Heródoto confundiera la laguna Lidia, que se hallaba próxima a la desembocadura del río Lidias con el curso bajo del Haliacmón, ya que esa zona del Golfo Termaico era pantanosa. 